# جيه. تريفور إدمون
جيه. تريفور إدمون (بالإنجليزية: J. Trevor Edmond)‏ هو ممثل أمريكي، ولد في 28 سبتمبر 1969 في الولايات المتحدة.

## وصلات خارجية
- جيه. تريفور إدمون على موقع IMDb (الإنجليزية)
- جيه. تريفور إدمون على موقع ألو سيني (الفرنسية)
- جيه. تريفور إدمون على موقع أول موفي (الإنجليزية)
- جيه. تريفور إدمون على موقع قاعدة بيانات الأفلام السويدية (السويدية)
- جيه. تريفور إدمون على موقع قاعدة بيانات الفيلم (الإنجليزية)
- جيه. تريفور إدمون على موقع كينوبويسك (الروسية)